# بورویل ۶۲۰۷
سیارک ۶۲۰۷ (به انگلیسی: 6207 Bourvil، نامگذاری:1988BV) شش هزار و دویست و هفتمین سیارک کشف شده‌است که در ۲۴ ژانویه ۱۹۸۸ کشف شد.